# Киеньга
Киеньга — малая река в Вельском районе Архангельской области, правый приток Ваги. Длина — 17 км.

## Течение
Река берёт начало из болота Мох, раскинувшегося от поселка Аргуновский до поселка Кулой. На всём протяжении река течет на север, сильно петляя. Крупных притоков не имеет, ширина реки не превышает 10 метров. Населённых пунктов на берегах реки нет. До начала XX века в районе Киеньги располагались многочисленные смолокуренные производства, река использовалась для лесосплава.

## Данные водного реестра
- Бассейновый округ — Двинско-Печорский
- Речной бассейн — Северная Двина
- Речной подбассейн — Северная Двина ниже места слияния Вычегды и Малой Северной Двины
- Водохозяйственный участок — Вага

## Топографическая карта
- Лист карты P-38-97,98 Вельск. Масштаб: 1 : 100 000. Указать дату выпуска/состояния местности.